# Someone You Loved
"Someone You Loved" - пісня шотландського співака Льюїса Капалді. Вона була випущена 8 листопада 2018 під лейблом Virgin Records як третій сингл зі свого другого міні-альбому Breach. Джо Вілі оголосив її "Треком Тижня" на BBC Radio 2. Через тиждень після того Скотт Міллс оголосив її «Мелодією тижня» на BBC Radio 1.
Вона стала першою піснею Капалді, що очолила UK Singles Chart, де пробула сім тижнів. У березні 2019 року вона також сягнула першого рядка на Irish Singles Chart.

## Чарти
| Чарт (2018–19)                            | Найвища позиція |
| ----------------------------------------- | --------------- |
| Австралія (ARIA)                          | 10              |
| Австрія (Ö3 Austria Top 75)               | 15              |
| Бельгія (Ultratop Flanders)               | 2               |
| Бельгія (Ultratop Wallonia)               | 8               |
| Канада (Canadian Hot 100)                 | 85              |
| Чехія (IFPI)                              | 7               |
| Чехія (Singles Digitál Top 100)           | 31              |
| Данія (Tracklisten)                       | 29              |
| Франція (SNEP)                            | 128             |
| Німеччина (Official German Charts)        | 26              |
| Ірландія (IRMA)                           | 1               |
| Італія (FIMI)                             | 18              |
| Нідерланди (Dutch Top 40)                 | 21              |
| Нідерланди (Mega Single Top 100)          | 34              |
| Нова Зеландія (Recorded Music NZ)         | 14              |
| Норвегія (VG-lista)                       | 20              |
| Польща (Polish Airplay Top 100)           | 61              |
| Португалія (AFP)                          | 67              |
| Шотландія (Official Charts Company)       | 1               |
| Словаччина (Singles Digitál Top 100)      | 56              |
| Словенія (SloTop50)                       | 16              |
| Швеція (Sverigetopplistan)                | 26              |
| Швейцарія (Media Control AG)              | 7               |
| Велика Британія (Official Charts Company) | 1               |
| США (Adult Top 40) (Billboard)            | 28              |

## Сертифікації
| Регіон | Сертифікація | Продажі |
| --- | ------------ | ------- |
| Бельгія (BEA)                                                                                              | Золото       | 20,000  |
| Велика Британія (BPI)                                                                                      | Платина      | 600,000 |
| *продажі, що базуються лише на сертифікаціях · продажі+прослуховування, що базуються лише на сертифікаціях |              |         |